# Yves Le Dû
Pour les articles homonymes, voir Le Dû.
Yves Le Dû, né le 19 mai 1920 à Tréguier et mort le 12 mai 2003 à Perros-Guirec, est un combattant des Forces françaises libres pendant la Seconde Guerre mondiale, Compagnon de la Libération.

## Biographie
Yves Le Dû naît à Tréguier dans les Côtes-du-Nord le 19 mai 1920,. Fils d'un transporteur et négociant, il effectue des études commerciales puis travaille dans l'entreprise familiale.
Pendant la Seconde Guerre mondiale, Yves Le Dû entend l'appel du 18 Juin par le général de Gaulle et y répond,. Il passe en Angleterre et s'engage le 19 août 1940 dans les Forces françaises libres.
Le Dû est d'abord nommé à la 1re batterie d'artillerie au Levant, plus tard le 1er régiment d'artillerie coloniale, le 1er RAC, puis envoyé en Afrique occidentale française, où il prend part en septembre 1940 à la bataille de Dakar. Il participe ensuite à la campagne d'Érythrée puis en 1941 à la campagne de Syrie où il est gravement blessé le 10 juin 1941 par des éclats d'obus lors d'une attaque au sud de Damas,. Il est amputé de la jambe droite,, et créé Compagnon de la Libération par décret du 25 juin 1941.

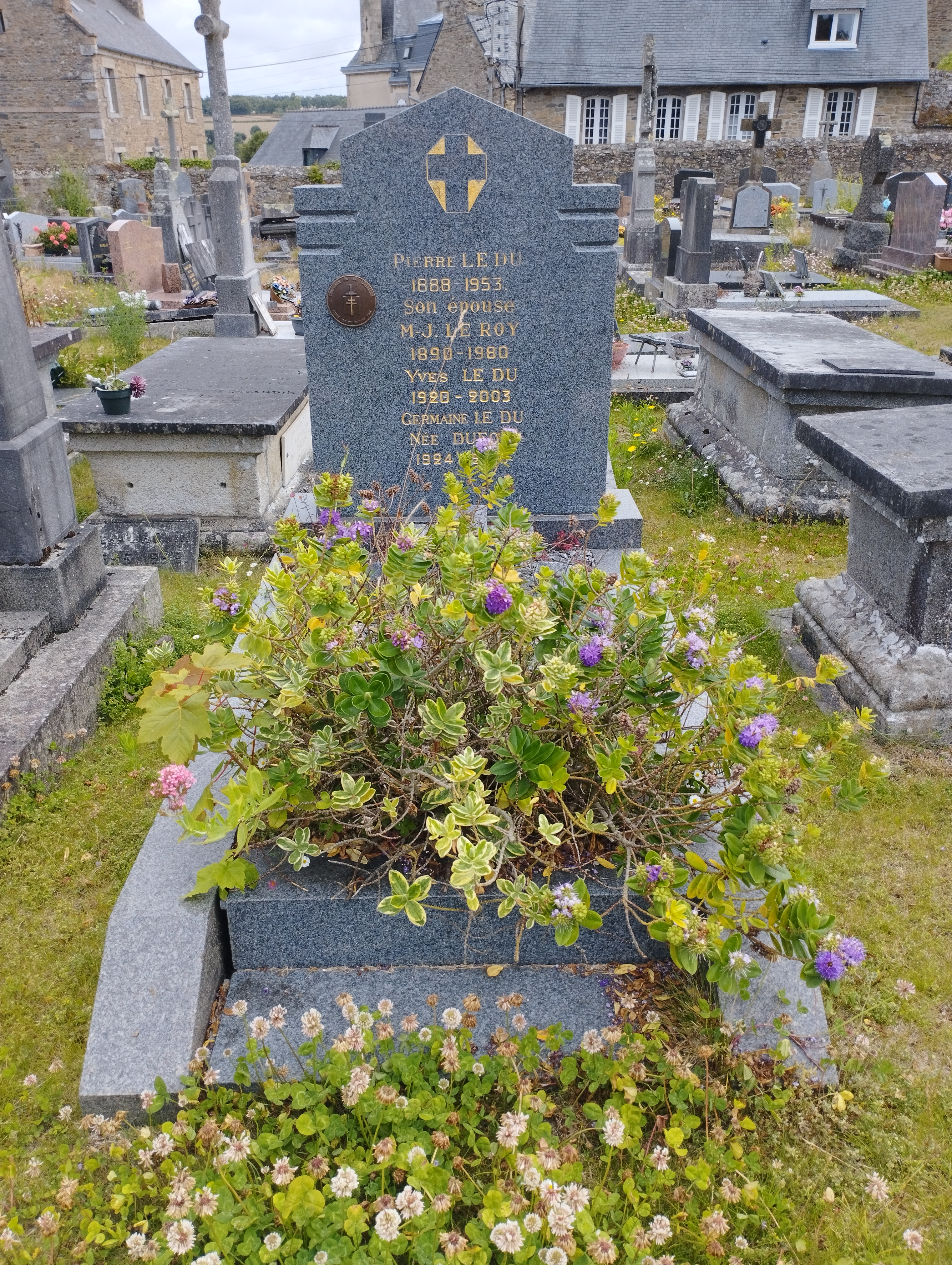
Tombe d'Yves Le Dû au cimetière de Tréguier.

Nommé ensuite à Beyrouth au Liban en janvier 1942, il y sert auprès des Forces navales françaises libres (FNFL). Il revient en Angleterre en mai 1942, et continue à Portsmouth de servir les FNFL. Il est second-maître mécanicien à la fin de la guerre.
Après la guerre, Le Dû travaille de nouveau dans le commercial, puis travaille à la mairie du 11e arrondissement de Paris.
Yves Le Dû meurt à l'âge de 82 ans le 12 mai 2003 à Perros-Guirec. Il est inhumé au cimetière de Tréguier.

## Décorations
- Officier de la Légion d'honneur.
- Compagnon de la Libération, par décret du 25 juin 1941[3].
- Médaille militaire.